# 田中幸大
田中 幸大（たなか こうだい、1999年12月23日 - ）は、神奈川県出身のサッカー選手。ポジションはFW。

## クラブ歴
横浜F・マリノスのプライマリー、ジュニアユースに在籍し、東海大学付属甲府高等学校、拓殖大学に進学した。

### アルビレックス新潟シンガポール
2022年1月31日にシンガポールプレミアリーグのアルビレックス新潟シンガポールへの加入内定が発表された。2月22日の開幕節では途中出場であったが、3月5日の翌節にスターティングメンバーとして一気に4得点を記録しプロ初得点を記録すると、12日の試合でも2得点を決めた。
プロ1年目となる2022年は、シンガポールプレミアリーグで28試合33得点を決め、得点ランキングリーグ2位となる。
また、シンガポールプレミアリーグ優勝のかかった2022年10月7日のライオン・シティセイラーズ戦ではハットトリックを決め、優勝に大きく貢献した。
2022年シンガポールプレミアリーグベストイレブン、およびPlayer of the Year(年間最優秀選手)を獲得。

### ライオン・シティ・セーラーズ
2022年12月、ライオン・シティ・セーラーズFCに移籍した。ところが2023年3月9日に行われた古巣のアルビレックス新潟シンガポール戦で左膝前十字靭帯断裂の重傷を負ってしまい、早くも自身の2023年シーズンが終了してしまった。2023年11月8日、AFCチャンピオンズリーグ2023/24グループステージの全北現代モータース戦でアディショナルタイム12分に途中出場し、ピッチへの復帰を果たした。2023年12月15日、契約満了に伴いライオン・シティ・セーラーズを退団する旨が発表された。

### バレスティア・カルサ
2024年2月8日、バレスティア・カルサFCに加入。
2025年6月30日、バレスティア・カルサ退団が発表された。

### プルシス・ソロ
2025年7月4日、インドネシア・リーガ1のプルシス・ソロに加入。プルシスには6月27日にバレスティア・カルサを率いていたピーター・デ・ローが監督に就任しており、新天地でも再び彼の指導を受けることになった。